# Metochi
Metochi (griechisch μετόχι (n. sg.), Mehrzahl metochia μετόχια (n. pl.)) sind mittelalterliche klösterliche Gemeinschaften in den Orthodoxen Kirchen.
Das griechische Wort metochi bedeutet „Gemeinschaft“, wobei hier speziell eine religiöse Gemeinschaft gemeint ist. Davon abgeleitet ist auch das griechische Wort „Metochia“, das die Ländereien bezeichnet, die sich im Eigentum eines Klosters oder einer Kirche befinden. Die Landschaft Metochien leitet ihren Namen ebenfalls davon ab.

## Tochterkloster oder Klosterhof
Ein Metochi ist ein kleines Kloster, welches einem anderen Kloster untergeordnet ist, also eine Art Klosterfiliale. In diesen Klosterfilialen, die auf die Dörfer verteilt waren, wurden hauptsächlich die Gaben der Gläubigen für das Mutterkloster eingesammelt, oft gab es in einer solchen Filiale nur einige wenige oder einen einzigen Mönch.
Im byzantinischen Reich wurden ab dem 9. Jahrhundert, insbesondere durch die Klöster des Athos, viele Metochia (Klosterfilialen) gegründet, welche einem der Klöster zu- bzw. untergeordnet waren. Im weiteren Verlauf der Zeit unter byzantinischer wie auch unter osmanischer Herrschaft (ab dem 14. Jahrhundert) bildeten sich um die Klostergüter Siedlungen von Bauern, die entweder ihr eigenes Land dem Klosterbesitz übereigneten oder das bereits im Klosterbesitz befindliche Land bewirtschafteten.
So hatte beispielsweise das Rilakloster in Bulgarien (bis 1878 unter osmanischer Herrschaft) im 19. Jahrhundert über 100 Klosterfilialen auf der ganzen Balkanhalbinsel. Auf Bulgarisch heißen diese Klosterfilialen Metoch (bulg. метох (Einzahl)) bzw. Metosi (bulg. метоси (Mehrzahl)).

## Kirchliche Gesandtschaft
Ferner wird mit Metochi eine kirchliche Gesandtschaft (Botschaft/diplomatische Vertretung) einer autokephalen Kirche bei einer anderen autokephalen Kirche bezeichnet. Die lokale Kirche teilt der kirchlichen Gesandtschaft ein Stück Land oder ein Kirchengebäude zu, auf dem die fremde Kirche vertreten ist. Dieses Gebiet gilt dann als „exterritorial“, nach kanonischem Recht gehört es zu der fremden Kirche.
Dort wird der Gottesdienst oft in der Sprache der fremden Kirche abgehalten und die Gemeinde dieser Kirche setzt sich oft aus Immigranten und Besuchern der Nation zusammen, aus der diese fremde Kirche kommt. Typischerweise ist so ein Metochi auf höchstens einige wenige Kirchengemeinden begrenzt.